# 陸棟 (明朝)
陸棟（1470年—？），字良材，浙江绍兴府餘姚縣人，民籍，明朝政治人物。

## 生平
弘治十一年戊午科浙江鄉試第五名舉人。弘治十二年（1499年）中式己未科會試第一百三十五名，二甲第五名進士。歷官刑部郎中，官至河间府知府。

## 家族
曾祖陸可恒；祖陸友智，封監察御史；父陸淵，按察司副使。母應氏，封恭人。重庆下。兄陸相，南京吏部主事；弟陸松、幹、槃、槩。